# Estádio Municipal Com. Vicente de Paula Penido
Estádio Municipal Com. Vicente de Paula Penido – stadion piłkarski w Aparecida do Norte, São Paulo (stan), Brazylia.